# 이란 (독립운동가)
이란(李欄, 1925년 ~ 2011년 11월 9일)은 대한민국의 독립운동가이다.

## 생애
1925년 강원도 춘천 신북읍에서 태어났다. 아버지는 의사로 지낸 이임수로 독립운동가 여운형의 측근이었다.
1939년 춘천중학교(뒤에 춘천고등보통학교로 개명.) 재학 중에 교내 독서회 조직인 1938년 춘천중학생들은 시내의 북성당 서점에서 민족의식이 담긴 서적(심훈의 상록수, 이광수의 흙)을 구독하고 독후감을 교환 토론을 했다는 소위 '독서회 사건'으로 체포됐다. 그러나 그의 부친인 독립운동가 이임수가 여운형의 측근으로 활동하고 있을 당시로 사상범으로 누명을 덮어씌운 것이었다. 결국 7월 검찰(춘천지청)에 송치되었고 1941년 11월 11일 경성부 서대문형무소에서 1년 수감되었다가 1942년 3월 27일 경성지방법원에서 소위 치안유지법 위반으로 단기 1년, 장기 3년형의 부정기형을 선고를 받고 인천소년형무소에서 옥고를 치렀다.
1990년 건국훈장 애족장(1980년 대통령표창) 수여받았다. 2011년 11월 9일 밤 11시 20분에 사망했다. 묘는 국립대전현충원에 안장됐다.

## 학력
- 춘천중학교
- 춘천고등학교
- 서울대학교 상대(중퇴)